# Monsieur Molay
Monsieur Molay är en seriefigur och skurk i Kalle Ankas universum skapad av Don Rosa, troligen inspirerad av Jacques de Molay. Han är en ättling till tempelherrarna och medlem i Sions priorat. Han jobbar som högste direktör på Internationella Pengaförbundet i Paris. Han är flintskallig och har ett långt svart skägg. Hans närmaste man var ett tag Maurice Kosingberg, men när Kosingberg vägrade vara med på Molays skurkaktigheter så kedjade Molay fast honom och deras partnerskap avslutades. 
Han dök för första gången upp i serien "Korsfararkungarnas krona" där han och Joakim von Anka båda var ute efter kronan. Efter att ankorna hittat kronan och den bytt ägare flera gånger stjäl Molay den slutligen från ett museum på Haiti. Senare dök Molay upp i serien "Brev hemifrån eller Den gamla borgens nya hemlighet" där han var ute efter tempelherrarnas skatt i von Anka-borgen i Dystringe dal. Men tack vare Kalle Anka misslyckas han och arresteras istället.